# Eurovisiesongfestival 2022
Het Eurovisiesongfestival 2022 werd voor Oekraïne gewonnen door de zanggroep Kalush Orchestra met het lied Stefania. Het was de 66ste editie van deze jaarlijkse landenwedstrijd. De finale was op 14 mei. Het was de derde keer dat het evenement in Italië plaatsvond, nadat ze bij het Eurovisiesongfestival 2021 wonnen met het lied Zitti e buoni van de band Måneskin.

## Gaststad

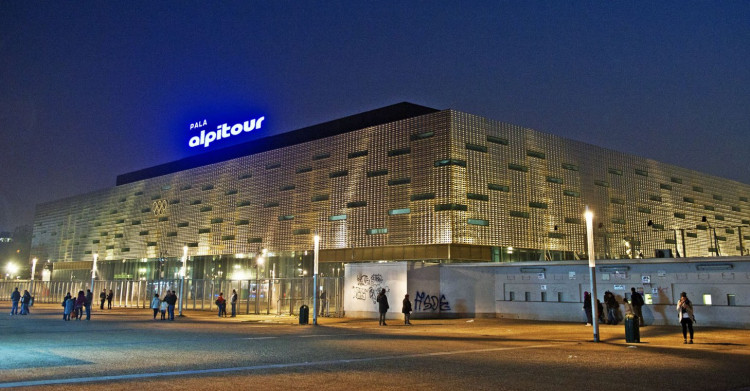
Pala Alpitour, locatie van het Eurovisiesongfestival 2022

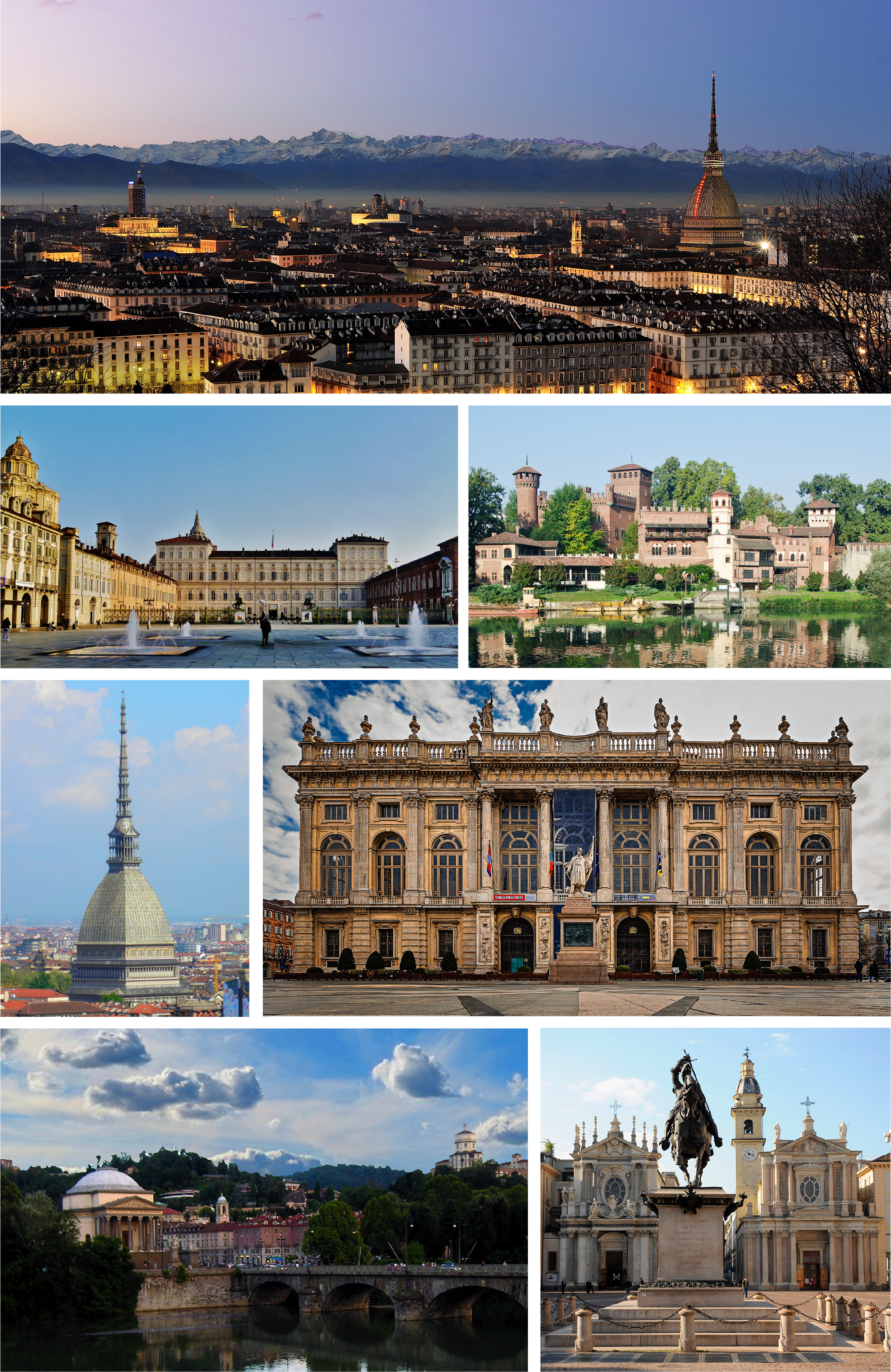
Turijn, gaststad van het Eurovisiesongfestival 2022

Geïnteresseerde steden kregen van 7 tot 12 juli 2021 de tijd om zich aan te melden voor de organisatie van het Eurovisiesongfestival 2022. Bij het sluiten van de inschrijvingen hadden zeventien steden zich aangemeld. In een volgende fase werd aan de kandidaat-gaststeden gevraagd om een gedetailleerd voorstel in te dienen. Hier gingen elf steden op in. Eind augustus werd duidelijk dat de kandidaat-gaststeden die nog overbleven Bologna, Milaan, Pesaro, Rimini en Turijn waren.
Uiteindelijk werd Turijn gekozen als gaststad. De EBU en de RAI maakten de keuze op 8 oktober 2021 bekend. Het festival vond plaats in de Pala Alpitour, dat bij concerten plaats biedt aan zo'n 10.000 toeschouwers.

## Formule
Net zoals in voorgaande jaren vonden er twee halve finales en een finale plaats. Uit elke halve finale kwalificeerden tien landen zich voor de finale.
Traditiegetrouw vonden de halve finales plaats op de dinsdag en donderdag voorafgaand aan de finale die traditioneel op een zaterdag werd gehouden. Dit jaar was dat op 10, 12 en 14 mei.
De eindresultaten in de halve finales en de finale kwamen voor de helft van de vakjury's en voor de andere helft van het publiek thuis en in de zaal dat kon stemmen via de app, telefoon of sms.
De zogenoemde "Grote Vijf", bestaande uit Duitsland, Frankrijk, Italië, Spanje en het Verenigd Koninkrijk, plaatsten zich rechtstreeks voor de finale. Aangezien gastland Italië een van deze vijf landen was, traden 25 landen in de finale aan in plaats van 26.

### Loting voor halve finales
Op 18 januari 2022 werd de indeling van de potten bekendgemaakt als basis voor de loting voor de halve finales. De loting zelf vond plaats op 25 januari in het Palazzo Madama en werd uitgevoerd door Carolina Di Domenico en Mario Acampa. Landen die in het verleden vaak op elkaar stemden, werden in dezelfde pot geplaatst. Uit elke pot gingen drie landen naar de eerste halve finale op 10 mei en de rest naar de tweede halve finale op 12 mei. Ook werd bepaald in welke helft van de halve finale elk land zou optreden en in welke halve finale elk van de vijf rechtstreeks gekwalificeerde landen zou stemmen. De definitieve startvolgorde van de drie shows werd niet geloot, maar aan de producent overgelaten.
| Pot 1                                                                  | Pot 2                                                             | Pot 3                                                            | Pot 4                                                              | Pot 5                                                        | Pot 6                                                                |
| ---------------------------------------------------------------------- | ----------------------------------------------------------------- | ---------------------------------------------------------------- | ------------------------------------------------------------------ | ------------------------------------------------------------ | -------------------------------------------------------------------- |
| - Albanië - Kroatië - Montenegro - Noord-Macedonië - Servië - Slovenië | - Australië - Denemarken - Finland - IJsland - Noorwegen - Zweden | - Armenië - Azerbeidzjan - Georgië - Israël - Oekraïne - Rusland | - Bulgarije - Cyprus - Griekenland - Malta - Portugal - San Marino | - Estland - Letland - Litouwen - Moldavië - Polen - Roemenië | - België - Ierland - Nederland - Oostenrijk - Tsjechië - Zwitserland |

## Deelnemende landen en uitslagen
Op 20 oktober 2021 werd de volledige deelnemerslijst, op dat moment bestaande uit 41 landen, gepubliceerd. Op 25 februari 2022 werd echter nog een wijziging aangebracht; Rusland werd uitgesloten van deelname, vanwege de Russische invasie in Oekraïne. Oorspronkelijk was Rusland ingeloot in de tweede helft van de eerste halve finale.

### Eerste halve finale
Frankrijk en Italië stemden mee in deze halve finale.
| Plaats | Land        | Artiest                       | Lied                    | Taal                | Jury | Publiek | Totaal |
| ------ | ----------- | ----------------------------- | ----------------------- | ------------------- | ---- | ------- | ------ |
| 1      | Oekraïne    | Kalush Orchestra              | Stefania                | Oekraïens           | 135  | 202     | 337    |
| 2      | Nederland   | S10                           | De diepte               | Nederlands          | 142  | 79      | 221    |
| 3      | Griekenland | Amanda Tenfjord               | Die together            | Engels              | 151  | 60      | 211    |
| 4      | Portugal    | MARO                          | Saudade, saudade        | Engels en Portugees | 121  | 87      | 208    |
| 5      | Armenië     | Rosa Linn                     | Snap                    | Engels              | 82   | 105     | 187    |
| 6      | Noorwegen   | Subwoolfer                    | Give that wolf a banana | Engels              | 73   | 104     | 177    |
| 7      | Litouwen    | Monika Liu                    | Sentimentai             | Litouws             | 56   | 103     | 159    |
| 8      | Moldavië    | Zdob și Zdub & Frații Advahov | Trenulețul              | Roemeens            | 19   | 135     | 154    |
| 9      | Zwitserland | Marius Bear                   | Boys do cry             | Engels              | 107  | 11      | 118    |
| 10     | IJsland     | Systur                        | Með hækkandi sól        | IJslands            | 64   | 39      | 103    |
| 11     | Kroatië     | Mia Dimšić                    | Guilty pleasure         | Engels en Kroatisch | 42   | 33      | 75     |
| 12     | Albanië     | Ronela Hajati                 | Sekret                  | Albanees en Engels  | 12   | 46      | 58     |
| 13     | Denemarken  | REDDI                         | The show                | Engels              | 35   | 20      | 55     |
| 14     | Letland     | Citi Zēni                     | Eat your salad          | Engels              | 39   | 16      | 55     |
| 15     | Oostenrijk  | LUM!X feat. Pia Maria         | Halo                    | Engels              | 6    | 36      | 42     |
| 16     | Bulgarije   | Intelligent Music Project     | Intention               | Engels              | 11   | 18      | 29     |
| 17     | Slovenië    | LPS                           | Disko                   | Sloveens            | 7    | 8       | 15     |

### Tweede halve finale
Duitsland, Spanje en het Verenigd Koninkrijk stemden mee in deze halve finale.
| Plaats | Land            | Artiest           | Lied            | Taal                | Jury | Publiek | Totaal |
| ------ | --------------- | ----------------- | --------------- | ------------------- | ---- | ------- | ------ |
| 1      | Zweden          | Cornelia Jakobs   | Hold me closer  | Engels              | 222  | 174     | 396    |
| 2      | Australië       | Sheldon Riley     | Not the same    | Engels              | 169  | 74      | 243    |
| 3      | Servië          | Konstrakta        | In corpore sano | Servisch en Latijn  | 63   | 174     | 237    |
| 4      | Tsjechië        | We Are Domi       | Lights off      | Engels              | 102  | 125     | 227    |
| 5      | Estland         | Stefan            | Hope            | Engels              | 113  | 96      | 209    |
| 6      | Polen           | Ochman            | River           | Engels              | 84   | 114     | 198    |
| 7      | Finland         | The Rasmus        | Jezebel         | Engels              | 63   | 99      | 162    |
| 8      | België          | Jérémie Makiese   | Miss you        | Engels              | 105  | 46      | 151    |
| 9      | Roemenië        | WRS               | Llámame         | Engels en Spaans    | 18   | 100     | 118    |
| 10     | Azerbeidzjan    | Nadir Rüstəmli    | Fade to black   | Engels              | 96   | 0       | 96     |
| 11     | Noord-Macedonië | Andrea            | Circles         | Engels              | 56   | 20      | 76     |
| 12     | Cyprus          | Andromache        | Ela             | Engels en Grieks    | 9    | 54      | 63     |
| 13     | Israël          | Michael Ben David | I.M             | Engels              | 34   | 27      | 61     |
| 14     | San Marino      | Achille Lauro     | Stripper        | Italiaans en Engels | 21   | 29      | 50     |
| 15     | Ierland         | Brooke            | That's rich     | Engels              | 12   | 35      | 47     |
| 16     | Malta           | Emma Muscat       | I am what I am  | Engels              | 27   | 20      | 47     |
| 17     | Montenegro      | Vladana           | Breathe         | Engels en Italiaans | 11   | 22      | 33     |
| 18     | Georgië         | Circus Mircus     | Lock me in      | Engels              | 13   | 9       | 22     |

### Finale
| Plaats | Land                | Artiest                       | Lied                    | Taal                | Jury | Publiek | Totaal |
| ------ | ------------------- | ----------------------------- | ----------------------- | ------------------- | ---- | ------- | ------ |
| 1      | Oekraïne            | Kalush Orchestra              | Stefania                | Oekraïens           | 192  | 439     | 631    |
| 2      | Verenigd Koninkrijk | Sam Ryder                     | Space man               | Engels              | 283  | 183     | 466    |
| 3      | Spanje              | Chanel                        | SloMo                   | Spaans en Engels    | 231  | 228     | 459    |
| 4      | Zweden              | Cornelia Jakobs               | Hold me closer          | Engels              | 258  | 180     | 438    |
| 5      | Servië              | Konstrakta                    | In corpore sano         | Servisch en Latijn  | 87   | 225     | 312    |
| 6      | Italië              | Mahmood & Blanco              | Brividi                 | Italiaans           | 158  | 110     | 268    |
| 7      | Moldavië            | Zdob și Zdub & Frații Advahov | Trenulețul              | Roemeens            | 14   | 239     | 253    |
| 8      | Griekenland         | Amanda Tenfjord               | Die together            | Engels              | 158  | 57      | 215    |
| 9      | Portugal            | MARO                          | Saudade, saudade        | Engels en Portugees | 171  | 36      | 207    |
| 10     | Noorwegen           | Subwoolfer                    | Give that wolf a banana | Engels              | 36   | 146     | 182    |
| 11     | Nederland           | S10                           | De diepte               | Nederlands          | 129  | 42      | 171    |
| 12     | Polen               | Ochman                        | River                   | Engels              | 46   | 105     | 151    |
| 13     | Estland             | Stefan                        | Hope                    | Engels              | 43   | 98      | 141    |
| 14     | Litouwen            | Monika Liu                    | Sentimentai             | Litouws             | 35   | 93      | 128    |
| 15     | Australië           | Sheldon Riley                 | Not the same            | Engels              | 123  | 2       | 125    |
| 16     | Azerbeidzjan        | Nadir Rüstəmli                | Fade to black           | Engels              | 103  | 3       | 106    |
| 17     | Zwitserland         | Marius Bear                   | Boys do cry             | Engels              | 78   | 0       | 78     |
| 18     | Roemenië            | WRS                           | Llámame                 | Engels en Spaans    | 12   | 53      | 65     |
| 19     | België              | Jérémie Makiese               | Miss you                | Engels              | 59   | 5       | 64     |
| 20     | Armenië             | Rosa Linn                     | Snap                    | Engels              | 40   | 21      | 61     |
| 21     | Finland             | The Rasmus                    | Jezebel                 | Engels              | 12   | 26      | 38     |
| 22     | Tsjechië            | We Are Domi                   | Lights off              | Engels              | 33   | 5       | 38     |
| 23     | IJsland             | Systur                        | Með hækkandi sól        | IJslands            | 10   | 10      | 20     |
| 24     | Frankrijk           | Alvan & Ahez                  | Fulenn                  | Bretons             | 9    | 8       | 17     |
| 25     | Duitsland           | Malik Harris                  | Rockstars               | Engels              | 0    | 6       | 6      |

## Wijzigingen

Deelnemende landen
Landen die zich niet kwalificeerden voor de finale
Landen die in het verleden deelgenomen hebben, maar in 2022 afwezig waren

### Terugkerende landen
- Armenië – Het land deed voor het laatst mee in 2019. In 2021 was Armenië afwezig vanwege de repercussies van de Oorlog in Nagorno-Karabach.
- Montenegro – Na diens laatste deelname in 2019 trok het land zich vanwege financiële redenen terug uit het Eurovisiesongfestival.

### Uitgesloten landen
- Rusland - Rusland werd uitgesloten van deelname na de Russische invasie van Oekraïne.

## Terugkerende artiesten
| Land      | Artiest                                               | Plaats | Eerdere deelname                           | Plaats toen |
| --------- | ----------------------------------------------------- | ------ | ------------------------------------------ | ----------- |
| Bulgarije | Stojan Jankoelov (deel van Intelligent Music Project) | 16 HF  | Bulgarije 2007 (samen met Elitsa Todorova) | 5           |
| Bulgarije | Stojan Jankoelov (deel van Intelligent Music Project) | 16 HF  | Bulgarije 2013 (samen met Elitsa Todorova) | 12 HF       |
| Italië    | Mahmood (samen met Blanco)                            | 6      | Italië 2019                                | 2           |
| Moldavië  | Zdob și Zdub (samen met Frații Advahov)               | 7      | Moldavië 2005                              | 6           |
| Moldavië  | Zdob și Zdub (samen met Frații Advahov)               | 7      | Moldavië 2011                              | 12          |
| Oekraïne  | Igor Didentsjoek (deel van Kalush Orchestra)          | 1      | Oekraïne 2021 (deel van Go_A)              | 5           |

## Puntengevers
- Albanië: Andri Xhahu
- Armenië: Garik Papoyan
- Australië: Courtney Act
- Azerbeidzjan: Martin Österdahl
- België: David Jeanmotte
- Bulgarije: Janan Doeral
- Cyprus: Loukas Hamatsos
- Denemarken: Tina Müller
- Duitsland: Barbara Schöneberger
- Estland: Tanel Padar (winnaar Eurovisiesongfestival 2001)
- Finland: Aksel Kankaanranta (deelnemer Eurovisiesongfestival 2020)
- Frankrijk: Élodie Gossuin (co-presentator Junior Eurovisiesongfestival 2021)
- Georgië: Martin Österdahl
- Griekenland: Stefania (deelnemer Eurovisiesongfestival 2021)
- Ierland: Linda Martin (winnaar Eurovisiesongfestival 1992)
- IJsland: Árný Fjóla Ásmundsdóttir (deelnemer Eurovisiesongfestival 2021)
- Israël: Daniel Stiopin
- Italië: Carolina Di Domenico
- Kroatië: Ivan Dorian Molnar
- Letland: Samanta Tīna (deelnemer Eurovisiesongfestival 2021)
- Litouwen: Vaidotas Valiukevičius (deelnemer Eurovisiesongfestival 2021)
- Malta: Aidan Cassar
- Moldavië: Elena Băncilă
- Montenegro: Andrijana Vešović
- Nederland: Jeangu Macrooy (deelnemer Eurovisiesongfestival 2021)
- Noord-Macedonië: Jana Burčeska (deelnemer Eurovisiesongfestival 2017)
- Noorwegen: TIX (deelnemer Eurovisiesongfestival 2021)
- Oekraïne: Kateryna Pavlenko (deelnemer Eurovisiesongfestival 2021)
- Oostenrijk: Philipp Hansa
- Polen: Ida Nowakowska (co-presentator Junior Eurovisiesongfestival 2019 en Junior Eurovisiesongfestival 2020)
- Portugal: Pedro Tatanka (deelnemer Eurovisiesongfestival 2021)
- Roemenië: Martin Österdahl
- San Marino: Labiuse
- Servië: Dragana Kosjerina
- Slovenië: Lorella Flego
- Spanje: Nieves Álvarez
- Tsjechië: Taťána Kuchařová
- Verenigd Koninkrijk: AJ Odudu
- Zweden: Dotter
- Zwitserland: Julie Berthollet